# Haarlemse Beek

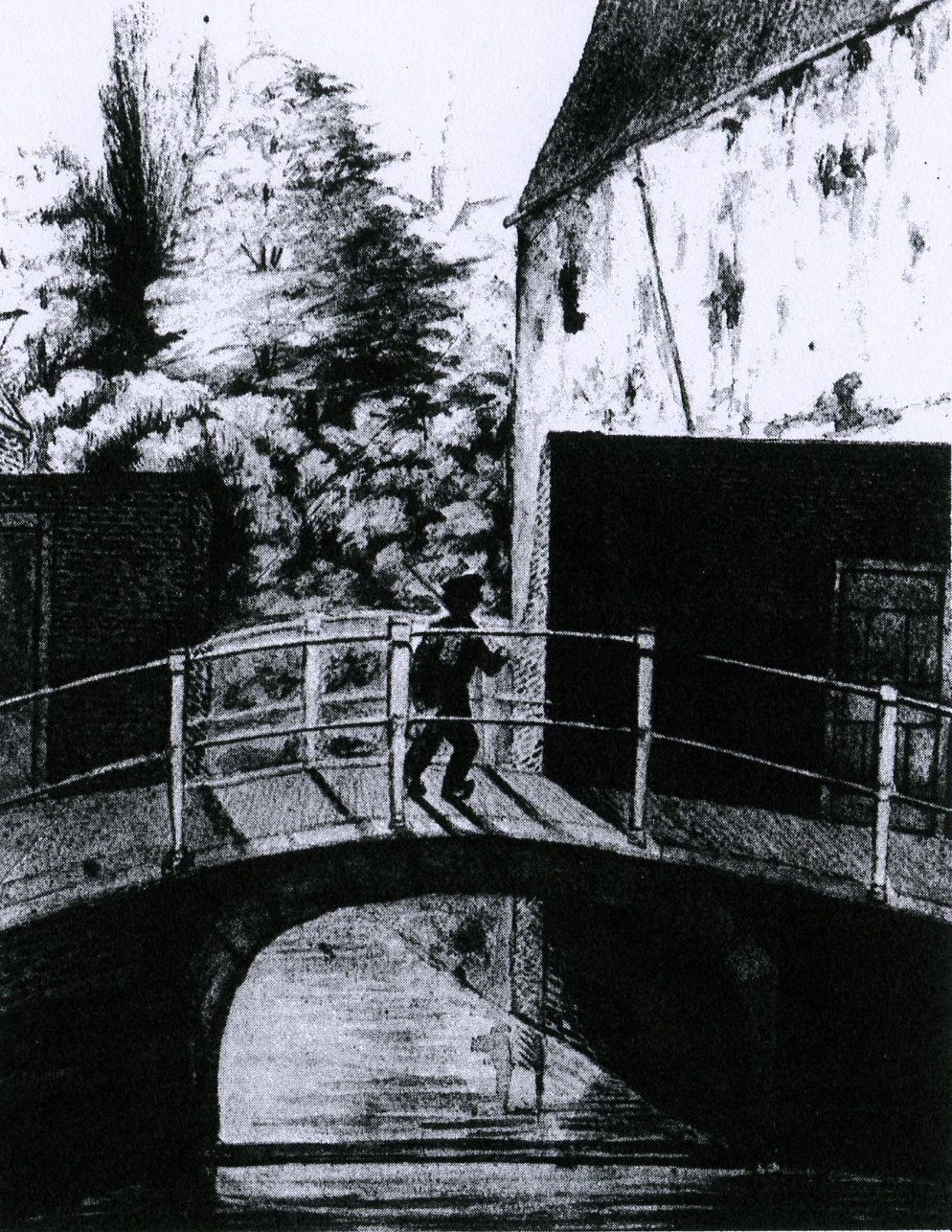
De brug over de Haarlemse Beek bij de Oude Gracht, tegenover de Raaks, geschilderd door een onbekende kunstenaar in 1857

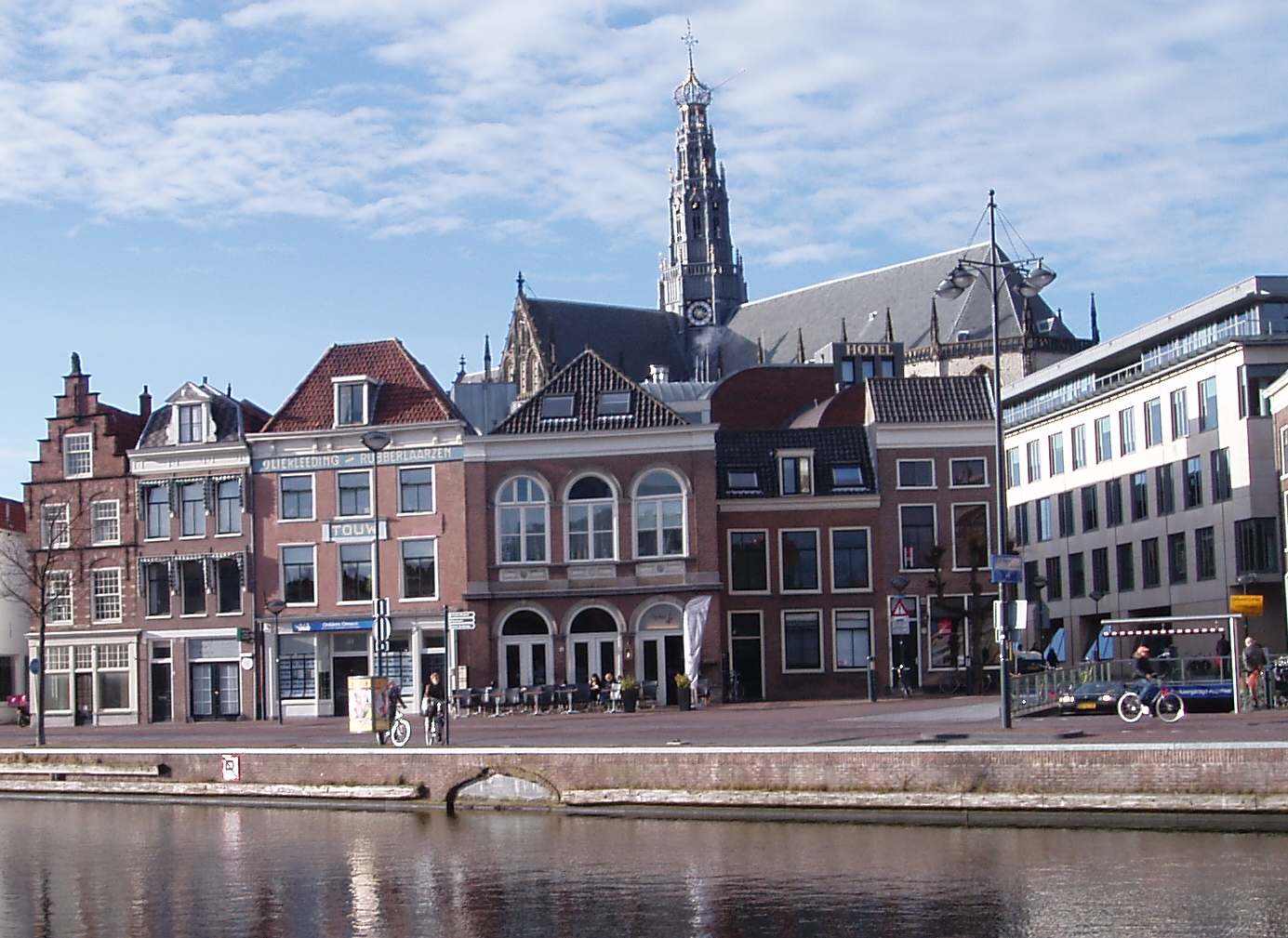
De voormalige uitmonding van de beek in het Spaarne

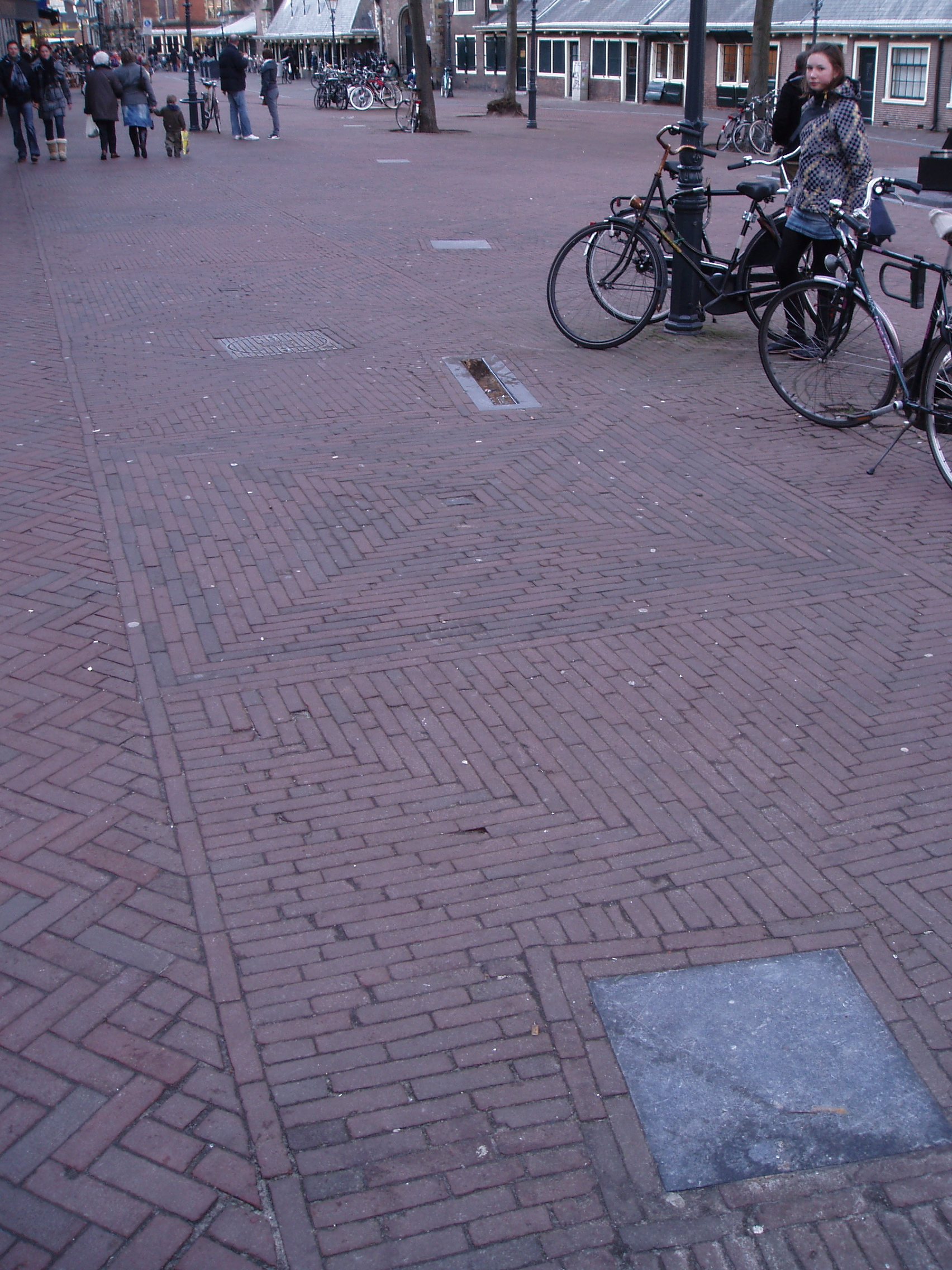
Een tegel in de Oude Groenmarkt die de loop van de voormalige beek aanduidt

De Haarlemse Beek stroomde rond de dertiende eeuw door de Nederlandse stad Haarlem. De beek was in die tijd een soort grens. Hij deelde Haarlem in twee stadsdelen: het deel ten noorden van de beek en het deel ten zuiden van de beek. De beek werd gebruikt als vaarwater, riool en als waterbron.
Ongeveer twee eeuwen later werden delen van de beek overkluisd en in 1867 werd de hele beek gedempt, van de Raaks tot aan het Spaarne. Op de bodem van de beek werd een ijzeren buis gelegd voor toevoer van bluswater en de bedding werd met duinzand dichtgegooid.

## Loop
De Haarlemse Beek stroomde in het verlengde van de huidige Brouwersvaart. De beek stroomde over de Raaks langs de zuidkant van de Grote Markt naar het Spaarne. De beek liep via de Raaks tussen de twee Raakstorens door. 's Avonds werd er een ketting (raaks) tussen deze twee torens gespannen, zodat er geen boten meer de stad in konden. Vandaar de naam van de torens: de Raakstorens.
De beek sneed de Oude Gracht, waar een bruggetje over de beek heen ging, tegenover de Raaks. De beek vervolgde zijn loop tussen de huidige nummers 11 en 13 op de Gedempte Oude Gracht. Hij sneed de Nobelstraat en liep achter de huizen aan de Jacobijnenstraat. Vervolgens ging de beek onder de vredestempel door het Hortus Medicus. Bij de Vredestempel zijn in 2017 bij opgravingen overkluizingen ontdekt.
De beek liep daarna tussen twee kelders onder de Prinsenhofvleugel van het klooster door en sneed de Koningstraat. Hier was in de middeleeuwen een bruggetje. Bij nummer 7 in de Koningstraat stroomde de beek onder de huizen door, langs de Spekstraat, over de Oude Groenmarkt, langs de Damstraat en mondde dan uit in het Spaarne.

## Geschiedenis
Men is er niet over eens of de beek gegraven was of een natuurlijke loop had. Sommigen denken dat de beek was gegraven om het veengebied ten westen van Haarlem af te wateren. Volgens anderen kwam de beek uit de duinen en had hij een natuurlijke loop met stromend water. Men denkt dat de beek later verdiept, verbreed en rechtgetrokken was.
De beek was twee tot drie meter breed en kon bevaren worden met speciale platte bootjes. In de vijftiende eeuw en de zestiende eeuw werden delen van de beek overkluisd, dus daarom was het alleen nog maar mogelijk om met platte schepen op de beek te varen.
De westvleugel van het Haarlemse kloostercomplex is over de beek heen gebouwd in ca. 1466. In de kelders zat een nis waar men water uit de beek kon halen. Er waren toen beekmeesters die de overkluisde beek moesten inspecteren. In de zestiende eeuw is deze nis dichtgemetseld, maar in de negentiende eeuw is de nis weer opengemaakt. Tegenwoordig kan men daar in de beekbedding kruipen.

## Het klooster
In het gebied tussen de Oude Gracht en het Stadhuis lag een dominicanenklooster met een kerk. De beek liep waarschijnlijk door de kloostertuin. De kloosterbroeders visten in de beek. Ze hadden zelfs een vijver in de tuin gemaakt, die door de beek werd gevoed, waar ze vissen in kweekten. Hierover bestaat een verhaal over een wonderbaarlijke snoekvangst dat zich afspeelt in de vijftiende eeuw en dat voor het eerst wordt verteld in 1517.

## Huidige situatie
Hier en daar zijn nog aanwijzingen te zien dat er vroeger een beek liep. Op een aquarel van een onbekende kunstenaar ziet men het bruggetje bij de Oude Gracht, dat verdwenen is bij het dempen van de Oude Gracht in 1860. Op het Prinsenhof, in de Koningstraat, in de Spekstraat en op de Oude Groenmarkt liggen tegels die de loop van de voormalige beek aanduiden. Om de zoveel tegels ligt een tegel met de tekst: Loop van de voormalige "beek". In de kade van het Spaarne kan men nog zien waar de beek uitmondde.